# Otto Eikhof
Otto Eikhof (* 27. Juli 1883 in Hamburg; † 11. August 1974 in Santiago de Chile) war ein deutscher Fußballspieler und -schiedsrichter. Er war ein älterer Bruder von Ernst Eikhof.

## Karriere

### Vereine
Otto Eikhof stand ab spätestens 1904 als „Läufer“ in der Mannschaft des FC Victoria von 1895, für die er in den vom Hamburg-Altonaer Fußball-Bund organisierten Meisterschaften in der regional höchsten Spielklasse, der A-Klasse, Punktspiele betritt und 1905 bis 1908 als Meister aus dieser hervorgegangen war. Infolgedessen bestritt er in den vom Norddeutschen Fußball-Verband ausgetragenen Norddeutschen Meisterschaften die Spielzeiten 1905/06 und (vielleicht) 1907/08. Aufgrund der Erfolge der Jahre 1905 bis 1907 nahm er mit dem Verein folgerichtig auch an den sich jeweils anschließenden Endrunden um die Deutsche Meisterschaft teil. Er bestritt das am 28. Mai 1905 gegen den Dresdner SC mit 3:5 verlorene Viertelfinale und auch das am 29. April 1906 verlorene Viertelfinale mit 1:3 gegen den BTuFC Union 1892.

### Auswahlmannschaft
Wie später sein jüngerer Bruder Ernst spielte auch Otto Eikhof in der Auswahlmannschaft Hamburgs, doch lief er nicht mehr repräsentativ für den Norddeutschen Fußball-Verband auf. Er wanderte 1907 nach Südamerika aus und gab seine Fußballkarriere in Europa auf, um in Chile fortzufahren.

### Schiedsrichter
Otto Eikhof leitete vier Endrundenspiele um die deutsche Meisterschaft, darunter 1906 das Finale VfB Leipzig gdgen 1. FC Pforzheim. Angesetzt war er auch für das Endspiel 1907, doch lehnte ihn Viktoria 89 erfolgreich ab.

### Leben in Chile
1907 wanderte er vom Hamburger Hafen in die chilenische Hafenstadt Talcahuano im nördlichsten Teil des Südens des Landes aus. Dort interagierte er mit der deutschstämmigen Gemeinschaft und schloss sich lokalen Fußballmannschaften chilenisch-englischer Herkunft aus Concepción an. Zwischen 1908 und 1909 blieb er ein Jahr lang im Team der Concepción Wanderers, trat dann zurück und schloss sich im folgenden Jahr dem Concepción United Football Club an, wo er bis 1913 Mannschaftsspieler war. Eikhof heiratete in La Unión eine deutschstämmige Chilenin, Erna Grob Westermeier, mit der er drei Kinder hatte.
Er starb am 11. August 1974 im Alter von 91 Jahren in Santiago de Chile an Herzkomplikationen.

## Erfolge
- Norddeutscher Meister 1906, 1907
- Meister von Hamburg und Altona 1905, 1906 und 1907